# 三浦宏規
三浦宏規（みうら　ひろき、1999年3月24日—），日本的演員、舞者，日本三重縣桑名市出生。隸屬於Will-B International inc.。

## 簡歷
5歲時因為憧憬熊川哲也而開始學習古典芭蕾，但小學5年級時在家長參觀日表演時膝蓋嚴重受傷裂成三塊，手術後復健2~3年間仍因腳痛無法參加比賽。2011年（國中一年級）未完全康復，參加芭蕾比賽僅取得第6名。隔年再次參加比賽，比賽當日注射止痛針才能上場，獲得男子junior A組 第1名。
中學畢業後加入舞蹈家上田遙所屬之煌dance company，開始以東京為據點發展。2015年於東京航海王塔演出蒙其・D・魯夫一角，為踏入2.5次元舞台之開端；同年參加戀愛百老匯♪vol.4，初次接觸音樂劇相關作品。2016年演出網球王子舞台劇第三季冰帝學園之跡部景吾，開始受到矚目。
2017年10月24日設立官方粉絲俱樂部「White & Black」。
2017年11月開始飾演刀劍亂舞音樂劇中髭切一角，人氣上升，除參加2018年9月11日於東京巨蛋所舉行的「日本Unisys Presents 音樂劇《刀劍亂舞》 × 讀賣巨人隊 合作之夜」開球儀式及表演外，更於同年12月31日與其他刀劍男士在「第69回NHK紅白歌合戰」中演出。
2018年通過音樂劇悲慘世界徵選，成為史上最年少之馬留斯，2019年4月初次站上帝國劇場舞台。 2020年3月以音樂劇恐怖小店於創新劇院初登台並擔任主演。
2022年於世界初次舞台化之「神隱少女」作品中飾演白龍，將自身芭蕾經驗融入變身場景，獲得好評。並與團隊共同獲得第47回菊田一夫演劇大賞。
2023年2月，舞台王者天下成為其個人之第一部於帝國劇場主演作品。
2024年以「交響情人夢」「紅與黑」「神隱少女」等作品，首次由個人身分獲得第49回菊田一夫演劇賞肯定。

## 人物
- 身高約178公分，血型A型，興趣是棒球（含觀賽）、花與植栽（插花等）、逛街，專長為芭蕾。[1]
- 左撇子[19] ，為家中獨子，父親為一般上班族，母親為鋼琴老師，曾因為母親的關係短暫學習過鋼琴。[20][21] [22]
- 拿到劇本做角色塑造時，會先以三重腔把角色台詞讀過一遍。[23][24]
- 支持日本職棒讀賣巨人隊，除參加粉絲俱樂部外，巨人隊每場比賽均會收看。[25]
- 因為喜歡花而開始學習插花。[26]
- 舞台神隱少女試鏡時，導演約翰·卡德要求以白龍概念自行編舞及表演。[27]

## 得獎歷

### 芭蕾
- 第21回全國芭蕾比賽 in Nagoya（2011年）：男子junior A組 東海電視台獎（東海テレビ放送賞）
- 第22回全國芭蕾比賽 in Nagoya（2012年）：男子junior A組 第1名
- 第18回NBA全國芭蕾比賽（2015年）：當代舞組 第3名[28]

### 舞台
- 第49回菊田一夫演劇賞[18][29]
- 2023 All About Musical・Award 新星賞[30]

## 演出

### 舞台
（粗體字為主演）

#### 2013年
- 煌 project vol.0「上田遙30周年記念特別公演」（2013年9月13日 - 14日，葛飾Lirio Hall）

#### 2014年
- ENTERTAINMENT DANCE ART SHOW「BLUE WHITE」（2014年1月15日 - 19日，青山圓形劇場）
- 煌 project vol.1「Miracle Wave」（2014年2月20日 - 21日，葛飾Lirio Hall）
- 歌劇「鹿鳴館」（2014年6月，新國立劇場）
- 日本・中國傳統文化交流會「結 YUI」（2014年8月）
- Dramatic・super・dance・theater「莎樂美（サロメ）」（2014年9月5日 - 7日，Theater 1010）- 飾演 少年
- 哈姆雷特物語（ハムレットの物語）2014年11月8日 - 9日，葛飾Lirio Hall）- 飾演 哈姆雷特

#### 2015年
- Rock Ballet「義經」（2015年3月6日 - 8日，六行會Hall）- 飾演 源義經
- 東京航海王塔 ONE PIECE LIVE ATTRACTION（2015年3月13日 - 2016年4月10日，東京鐵塔） - 飾演 蒙其・D・魯夫
- 戀愛百老匯♪vol.4（恋するブロードウェイ♪vol.4）（2015年5月28日 - 6月3日，博品館劇場 等）
- Rock Ballet「義經」〜直到絕命、疾風怒濤篇〜（『義経』〜命果つるまで、疾風怒濤編〜）（2015年9月11日 - 13日，六行會Hall）- 飾演 源義經
- 「DANCE SYMPHONY』最終樂章〜THE DANCERS〜（2015年10月28日 - 11月2日，東京藝術劇場 等）

#### 2016年
- 音樂劇「與魔共舞」（ミュージカル 「Dance with Devils」)（2016年3月3日 - 13日，AiiA 2.5 Theater Tokyo）- 飾演 立華律香
- 網球王子舞台劇第三季 青學vs冰帝（2016年7月14日 - 9月25日，TOKYO DOME CITY HALL 等）- 飾演 跡部景吾
- 戀愛百老匯〜It’s festival!〜（恋するブロードウェイ♪〜It’s festival!〜）（2016年10月14日 - 16日，惠比壽 The Garden Hall）
- 網球王子舞台劇第三季 青學vs六角（2016年12月22日 - 2017年2月12日，TOKYO DOME CITY HALL 等）- 飾演 跡部景吾

#### 2017年
- 網球王子舞台劇第三季 TEAM Live 冰帝（2017年4月12日 - 16日、19日 - 23日，TOKYO DOME CITY HALL 等）- 飾演 跡部景吾
- 網球王子舞台劇第三季 Dream Live 2017（2017年5月26日 - 28日，橫濱Arena）- 飾演 跡部景吾
- Musical Live 「Un Planet -我的名字-」（ミュージカライブ「アンプラネット -ボクの名は-」）（2017年6月12日、15日、17日，紀伊國屋Hall）
- 舞台劇「進擊的巨人」（2017年7月28日 - 9月3日，公演中止[31]，舞濱圓形劇場）- 飾演 艾連・葉卡
- 幽劇（2017年8月17日 - 23日、9月1日 - 3日，日本青年館Hall 等）- 飾演 清次
- 音樂劇「刀劍亂舞」兵途猶在夢不歸（つはものどもがゆめのあと)（2017年11月4日 - 19日、2018年1月6日 - 30日，TOKYO DOME CITY HALL 等）- 飾演 髭切[20]
- 音樂劇「刀劍亂舞」真劍亂舞祭2017（2017年12月8日 - 24日，日本武道館 等）- 飾演 髭切

#### 2018年
- Nostalgic Wonderland♪ 〜song & dance show〜（2018年2月16日 - 18日，惠比壽 The Garden Hall）
- 音樂劇「陰陽師」～平安繪卷～（2018年3月9日 - 4月22日，日本青年館Hall 等）- 飾演 源博雅
- 網球王子舞台劇第三季 全國大會 青學vs冰帝（2018年7月12日 - 9月24日，TOKYO DOME CITY HALL 等）- 飾演 跡部景吾
- 朗讀劇「明天，我要和昨天的妳約會（ぼくは明日、昨日のきみとデートする）」（2018年8月28日，Alternative Theatre）- 飾演 南山高壽
- 音樂劇「刀劍亂舞」真劍亂舞祭2018（2018年11月24日 - 12月16日，幕張展覽館國際展覽館9-11館 等）- 飾演 髭切

#### 2019年
- Nostalgic Wonderland♪ 〜song&dance show 2019〜（2019年1月11日 - 1月20日，惠比壽 The Garden Hall 等）
- 音樂劇「悲慘世界（レ・ミゼラブル）」（2019年4月 - 9月，帝國劇場 等）- 飾演 馬留斯（マリウス） （Triple Cast）
- 音樂劇「刀劍亂舞」髭切膝丸 雙騎出陣2019 ～SOGA～（2019年7月4日 - 14日，品川王子大飯店Stellar Ball）- 飾演 髭切[32]
- 網球王子舞台劇第三季 秋季大運動會 2019（2019年10月8日 - 9日。橫濱Arena）- 飾演 跡部景吾
- 戀愛百老匯vol.6（恋するブロードウェイ♪vol.6）（2019年10月31日 - 11月3日，惠比壽 The Garden Hall）
- 網球王子舞台劇第三季 全國大會 青學vs立海 後篇（2019年12月19日 - 2020年2月16日，TOKYO DOME CITY HALL 等）- 飾演 跡部景吾

#### 2020年
- 音樂劇「恐怖小店（リトル・ショップ・オブ・ホラーズ）」（2020年3月 - 4月，日比谷・創新劇院 等）-  飾演 西摩（シーモア）（W Cast）　※僅3月20日 - 27日上演，其餘場次因covid-19疫情影響中止[33]
- 音樂劇「髮膠明星夢（ヘアスプレー）」（2020年6月 - 7月 ，東京建物 Brillia HALL 等）- 飾演 林克（リンク）　※因covid-19疫情影響全公演中止[34]
- STAGE GATE VR Theater vol.1『Defiled-ディファイルド-』（2020年7月7日、7月11日、7月13日，DDD青山cross theater）- 飾演 哈利・曼德森（ハリー・メンデルソン）
- Nostalgic Wonderland♪～song & dance show～ 2020（2020年8月5日 - 8月10日，惠比壽 The Garden Hall）
- 音樂劇「刀劍亂舞」髭切膝丸 雙騎出陣2020 ～SOGA～（2020年8月29日 - 9月6日、2020年9月27日 - 10月11日，舞濱圓形劇場 等）- 飾演 髭切
- Oh My Diner（2020年11月7日 - 11月15日，品川王子大飯店Stellar Ball）- 飾演 普林斯（プリンス）

#### 2021年
- 音樂劇「蒙提派森之火腿騎士（モンティ･パイソンのSPAMALOT）」（2021年1月18日 - 2月28日，東京建物 Brillia HALL 等）- 飾演 加拉哈德騎士（ガラハッド卿）
- 音樂劇「悲慘世界（レ・ミゼラブル）」（2021年5月 - 10月，帝國劇場 等）- 飾演 馬留斯（マリウス） （Triple Cast）
- 音樂劇「恐怖小店（リトル・ショップ・オブ・ホラーズ）」（2021年8月26日 - 9月11日，日比谷・創新劇院）-  飾演 西摩（シーモア）（W Cast）
- 音樂劇「GREASE（グリース）」（2021年10月30日 - 12月19日，日比谷・創新劇院 等）- 飾演 丹尼（ダニー）

#### 2022年
- 舞台「神隱少女（千と千尋の神隠し）」（2022年2月 - 7月，帝國劇場 等）- 飾演 白龍（ハク）（W Cast）
- Oh My Diner ～踊るぶんぶん狂想曲～（2022年7月31日、品川王子大飯店Stellar Ball）- 飾演 普林斯（プリンス）
- 音樂劇「髮膠明星夢（ヘアスプレー）」（2022年9月 - 11月，東京建物 Brillia HALL 等）- 飾演 林克（リンク）

#### 2023年
- 舞台「王者天下（キングダム）」（2023年2月 - 5月，帝國劇場 等） - 飾演 信（W Cast）
- Why don’t you SWING BY ?（2023年7月21日 - 31日，惠比壽The Garden Hall） [35]
- 舞台「神隱少女（千と千尋の神隠し）」（2023年8月，御園座）- 飾演 白龍（ハク）（W Cast）
- 音樂劇「交響情人夢（のだめカンタービレ）」（2023年10月，日比谷・創新劇院 ）- 飾演 千秋真一
- 法國搖滾音樂劇「紅與黑（赤と黒）」（2023年12月8日 - 27日，東京藝術劇場Playhouse ；2024年1月3日 - 9日，梅田藝術劇場 劇場城）- 飾演 朱利安・索雷爾

#### 2024年
- 「美狄亞/伊阿宋」（2024年3月12日 - 3月31日，世田谷公共劇場；2024年4月4日 - 4月6日，兵庫縣立藝術文化中心 阪急 中hall）
- 音樂劇「如蝶翩翩」（2024年5月 - 6月，日比谷・創新劇院） - 飾演 李采祿
- 舞台「神隱少女（千と千尋の神隠し）」（2024年6月，倫敦大劇院）- 飾演 白龍（ハク）（Triple Cast）
- BOLERO -最終章-（2024年7月18日 - 25日，有樂町讀賣Hall ；7月30日 - 31日，Sky Theater MBS）[36]
- 音樂劇「刀劍亂舞」祝玖壽 亂舞音曲祭（2024年10月5日 - 6日，福井Sun Dome ；10月12日 - 13日，真駒內屋內競技場；10月19日 - 20日，廣島綠色體育場 ；10月23日 - 24日，大阪城展演廳 ；11月2日 - 3日，Aichi Sky Expo）- 飾演 髭切

#### 2025年
- 音樂劇「悲慘世界（レ・ミゼラブル）」（2024年12月16日 - 2025年5月26日，帝國劇場 等）- 飾演 馬留斯（マリウス） （Triple Cast）
- 音樂劇「人人都在談論傑米（ジェイミー）」（2025年7月，東京建物 Brillia HALL； 8月，大阪新歌舞伎座；8月，愛知縣藝術劇場 大Hall） - 飾演 傑米
- 音樂劇「死亡筆記本（デスノート THE MUSICAL）」（2025年11月24日 - 12月14日，東京建物 Brillia HALL；12月20日 - 23日，Sky Theater MBS；2026年1月10日 - 12日，愛知縣藝術劇場 大Hall；1月17日 - 18日，福岡市民Hall 大Hall；1月24日 - 25日，岡山藝術創造劇場 HALENOWA） - 飾演 L

### 演唱會
- 三浦宏規×内海啓貴 BFF LIVE ～Summer Xmas～（2022年12月3日 - 12月4日，I'M A SHOW 劇場）
- Hiroki Miura “My First”（2023年6月29日 - 7月3日，惠比壽The Garden Hall）
- Hiroki Miura "My Moment My Day"（2024年8月8日 - 9日，LINE CUBE SHIBUYA）[37]

### 廣播節目
- 三浦宏規 MAKE RADIO（2024年4月5日 - 26日，TOKYO FM / 5月3日 - ，AuDee ）

### 廣播劇
- 廣播劇「故鄉之聲隨風飄揚（ふるさとの音は風にのって）」（2022年11月20日，日本放送）‐ 響太

### 電視
- とってもワクドキ!（2014年7月，三重電視台）
- 一夜づけ（2018年6月21、22日，東京電視台）
- NHK WORLD-JAPAN presents 「SONGS OF TOKYO」（2018年11月，NHK）- 飾演 髭切
- 第69回NHK紅白歌唱大賽（2018年12月31日，NHK）- 飾演 髭切
- CDTV Special！跨年Premium Live 2018→2019（2019年1月1日，TBS電視台）- 飾演 髭切
- 2019 FNS歌謠夏日祭典（うたの夏まつり）（2019年7月24日，富士電視台）- 飾演 馬留斯（マリウス）
- 2019 FNS歌謠祭 第１夜（2019年12月4日，富士電視台）- 飾演 林克（リンク）
- 2.5次元男子推TV（2.5次元男子推しTV）　第4季　第5回（2020年5月22日、WOWOW）
- 日本博特別公演「日本之音與樂與舞（日本の音と声と舞）」（2020年6月20日、BS日本電視台；2020年7月19日、NHK）- 飾演 髭切
- 歌謠快訊（はやウタ）（2021年9月26日、NHK）
- GREEN & BLACKS （2022年8月26日、WOWOW）[38]
- バゲット （2022年12月19日、日本電視台）[39]
- プレミアの巣窟（2023年4月23日、富士電視台）[40]
- 歌謠快訊（はやウタ）（2024年4月29日、NHK）
- MUSIC FAIR（2024年5月11日、富士電視台）
- 徹子の部屋（2024年6月11日、朝日電視台）
- プレミアの巣窟（2025年6月22日、富士電視台）

### 網路直播
- 「DANCE SYMPHONY」最終樂章 ～THE DANCERS～　直前nico生SP（2015年10月25日，niconico生放送）
- 『佐伯大地のダイチ呑み』第七回（2017年12月26日，ニコニコ生放送）‐  當集來賓
- 黑羽麻璃央的來我家吧（黒羽麻璃央の僕ん家おいでよ） 第8回（2018年09年15日，niconico生放送）‐  當集來賓
- 相葉裕樹の夜ふかし。（2019年4月25日、ニコニコ生放送）‐  當集來賓
- 「Theater Complex」募資支持談話活動（「シアターコンプレックス」クラウドファンディング応援トークライブ）第5回（2020年5月5日，Theater Complex）‐ 當集來賓
- 刀劍亂舞 大演練～休息室～（刀剣乱舞 大演練 ～控えの間～）（2020年8月11日，DMM）
- 網球王子舞台劇Dream Stream前夜祭（2020年11月14日，OPENREC.tv）
- 伊礼彼方の部屋 vol.7 （2021年7月23日，夜明けの劇場 Theatre at Dawn）‐ 當集來賓
- World Musical Show Times（2022年3月21日，SPOOX）‐ 當集來賓

### 其他演出
- 三浦宏規後援會 TALK LIVE in KUWANA（2014年7月13日）[41]
- Dramatic・super・dance・theater「莎樂美（サロメ）」after talk show（2014年9月6日）
- 2.5次元Festival（暫）（2016年12月4日、幕張展覽館11號館）[42]
- 「日本Unisys Presents 音樂劇《刀劍亂舞》 × 讀賣巨人隊 合作之夜」開球儀式及表演（2018年9月11日，東京巨蛋）[43]
- 岡幸二郎出道30周年記念演唱會（2019年10月27日，Bunkamura Orchard Hall）‐  特別來賓[44]
- 網球王子舞台劇第三季 Thank-you Festival（2020年2月29日，神奈川川崎市運動文化中心Hall）[45]
- ACTORS☆LEAGUE in Games 2022（2022年5月2日，千葉幕張展覽館Event Hall）‐ Hiroki（視訊電話客串演出）[46][47]
- ACTORS☆LEAGUE in Baseball 2022（2022年8月22日，東京巨蛋）‐ 解說員[48]
- COCOON PRODUCTION 2023「シブヤデマタアイマショウ」（2023年3月30日，Bunkamura Theatre Cocoon）[49]
- ACTORS☆LEAGUE in Games 2023（2023年6月19日，日本武道館）‐ 北湊高校 隊長 Hiroki[50]
- 新年倒數音樂劇演唱會2023-2024（2023年12月31日，東京國際論壇 Hall A）[51]
- 芳雄のミュー・オン・ステージ 2024（2024年10月16日，江東區江東公會堂 大Hall）
- 音樂劇「交響情人夢（のだめカンタービレ）」交響音樂會（2025年9月6日-7日，臺北流行音樂中心；9月13日 - 15日，東京花園劇院）
- 〜松本 隆 作詞活動55周年記念 オフィシャル・プロジェクト〜 風街ぽえてぃっく2025 第一夜：風編（2025年9月19日，東京國際論壇 Hall A）
- 新年倒數音樂劇演唱會2025-2026（2025年12月31日，東京國際論壇 Hall A）

## 影音作品

### 音樂
| 發行日         | 專輯                                                          | 歌手 | 歌曲                                                                |
| -------------- | ------------------------------------------------------------- | --- | ------------------------------------------------------------------- |
| 2021年2月24日  | Disney 歌聲王子 Voice Stars Dream Selection III               | 三浦宏規 | 「Speechless~心之聲（スピーチレス～心の声）」                       |
| 2021年2月24日  | Disney 歌聲王子 Voice Stars Dream Selection III               | 伊東健人、植田圭輔、浦田涉、太田基裕、岡宮来夢、木村良平、島﨑信長、仲田博喜、仲村宗悟、三浦宏規、森久保祥太郎、加藤和樹、浪川大輔 | 「小小世界（小さな世界）」 「米奇進行曲（ミッキーマウス・マーチ）」 |
| 2021年2月24日  | Disney 歌聲王子 Voice Stars Dream Selection III               | 三浦宏規 | 「小小世界（小さな世界）」                                          |
| 2021年11月19日 | Disney 歌聲王子 Voice Stars Dream Live 2021 特典DISC3         | 植田圭輔、三浦宏規 | 「美女與野獸（美女と野獣）」                                        |
| 2021年11月19日 | Disney 歌聲王子 Voice Stars Dream Live 2021 特典DISC3         | 伊東健人、三浦宏規 | 「美女與野獸（美女と野獣）」                                        |
| 2021年11月19日 | Disney 歌聲王子 Voice Stars Dream Live 2021 特典DISC3         | 伊東健人、植田圭輔、浦田涉、太田基裕、岡宮来夢、木村良平、島﨑信長、仲田博喜、仲村宗悟、三浦宏規、森久保祥太郎                     | 「Feel The Love（フィール・ザ・ラブ）」                             |
| 2021年11月19日 | Disney 歌聲王子 Voice Stars Dream Live 2021 安利美特版 特典CD | 三浦宏規 | 「米奇進行曲（ミッキーマウス・マーチ）」                            |

## 寫真集
- 月刊三浦宏規，2019年1月16日發行。[54]
- Artist Book 「LE PRESAGE」，2020年3月24日發行。[55]

## 外部連結
- Hiroki Miura - 三浦宏規 官方網站 -
- Will-B International inc. - 三浦宏規 MIURA, Hiroki （页面存档备份，存于）
- 三浦宏規的X（前Twitter）
- 三浦宏規的Instagram帳戶
- 三浦宏規的Will-B(e) Boys Blog